# Peder Bergenhammer Sørensen
Peder Bergenhammer Sørensen (3. juni 1914 i Maribo – 29. juni 1944 i Ryvangen) var en dansk bryggeriarbejder og modstandsmand, der var en del af Hvidstengruppen under ledelse af hans svigerfar, Marius Fiil.

## Liv og karriere
Den 3. juni 1914 blev Peder Sørensen født i Maribo, han var søn af handelsmanden William Bergenhammer Sørensen og Anne Petrine Nielsine Agnes f. Jensen, forældrene var blevet gift i 1912.
Peder Sørensen var ved krigens start bryggeriarbejder på Thor i Randers, han boede dog i et hus tæt ved Hvidsten kro og var gift med Kirstene Fiil. I 1943 var Peder en af de første som gik med svigerfaren Marius Fiil i Hvidstengruppen, der blev en af de mest betydningsfulde modtagere af våben og sprængstoffer i Jylland, der blev nedkastet fra engelske fly.
Sammen med resten af gruppen blev Peder Sørensen arresteret af Gestapo den 11. marts 1944 og ført til Dagmarhus og Vestre Fængsel i København. Nyheden om anholdelsen blev bragt i De frie Danske en uge senere.
Måneden efter meddelte De frie Danske at de anholdte fra Hvidsten var blevet overført fra Randers til Vestre Fængsel.
Sammen med sin svigerfar, svoger og fem andre fra gruppen blev han henrettet ved skydning 29. juni 1944.
Den 15. juli 1944 skrev De frie Danske om henrettelsen af Sørensen, hans svigerfar og svoger, om hustruens livstidsdom, om svigerindens dom på to år, og udtrykte medfølelse for svigermorens store tab. Seks måneder efter skrev januarnummeret af modstandsavisen Frit Danmark at Sørensen og syv andre med navn nævnte medlemmer af Hvidsten gruppen var blevet henrettet den 29. juni året før.